# 豊原道也
豊原 道也（とよはら みちや、1903年（明治36年）7月11日 - 1980年（昭和55年）12月24日）は、日本の内務官僚、実業家。最後の官選山梨県知事。

## 経歴
新潟県出身。豊原規矩弥の三男として生まれる。新潟高等学校を卒業。1926年12月、高等試験行政科試験に合格。1927年、東京帝国大学法学部独法科を卒業。内務省に入省し、秋田県属となる。
1939年、大分県学務部長に就任。以後、茨城県経済部長、長野県書記官・警察部長、厚生省生活局住宅課長、警視庁保安部長、富山県部長・内政部長、浦賀引揚援護局次長などを歴任。
1947年3月、前任の吉江勝保が知事選に出馬のため辞任したことに伴い山梨県知事に就任。県議会議員選挙、知事選挙などを執行して同年4月に知事を退任。その後、神奈川県副知事となる。
1952年、神奈川県経済農協連合会長に就任。以後、東急エビス産業取締役、全国購買農業協同組合連合会監事、同理事、全国販売農業協同組合連合会理事、花月園観光取締役などを歴任した。